# ОШ „Меша Селимовић” Насеобина Лишња
ОШ „Меша Селимовић” је једна од основних школа на подручју општине Прњавор. Налази се у мјесту Насеобина Лишња. Име је добила по Меши Селимовићу југословенском и српском писцу, универзитетском професору, сценаристи и академику. Селимовић је за себе говорио да је Србин муслиманског порекла и стварао је на српскохрватскоме говорном подручју у другој половини 20. века. 

## Историјат
Први припремни радови за изградњу школе у Насеобини Лишња су почели 1930. године, градња је почела 1931, а радови су завршени половином 1932. године и школа је почела са радом (четвороразредна). Први учитељ у овој школи био је Ђука Ћућун. У шесторазредну школу прераста школске 1957/1958. године
1961. године НОБ Прњавор донио је одлуку о централизацији школа број 542/ 1 од 27. 12. 1961. године и Основна школа у Насеобини Лишњи постаје централна школа 1961. године и придружују јој се 
ОШ „Хакија Табаковић“ Лишња, као и основне школе у Отпочиваљка, Чорле, Гаљиповци. Школа је основана 4. јула 1965. године и носила је назив „Братство – Јединство“. Школски објекат, који је и данас у употреби, изграђен је 1974. године. Назив школе је 1990. године промијењен и од тада носи назив „Меша Селимовић“.  ОШ „Меша Селимовић“ Насеобина Лишња у свом саставу има три подручна одјељења: Лишња, Мујинци и Отпочиваљка. Централна школа обухвата школско уписно подручје: Насеобина Лишња, Мрачај и Чорле (осим засеока: Јањићи, Јевтићи, Подгорци, Тешићи и Васићи).
Подручна одјељења: 
– ПО Лишња обухвата школско уписно подручје: Лишња, Пураћи, Павлово Брдо и дио Мравице (засеоци: Маринковићи, Чолићи и Милосавци),
– ПО Мујинци обухвата школско уписно подручје: Срповци, Парамије, Мујинци и дио Чорли (засеок Јањићи),
– ПО Отпочиваљка обухвата школско уписно подручје Отпочиваљка.
Подручно одјељење у мјесту Лишња основано је 1968. године и носило је назив „Хакија Табаковић“, а 1990. године назив је промијењен у садашњи. Подручна школа у Мујинцима први пут се у љетопису школе спомиње 1983/1884. школске године.  У саставу школе некад су била и подручна школа Гаљиповци (16. маја 1991. ушла у састав ОШ „Никола Тесла“), подручна школа Хусреповци (затворена је 1978/1979), подручна школа Чорле (затворена, 80-тих година).